# Lamposaari (ö i Norra Österbotten, Koillismaa, lat 65,89, long 29,47)
Lamposaari är en ö i Finland. Den ligger i sjön Kuusamojärvi och i kommunen Kuusamo i den ekonomiska regionen  Koillismaa ekonomiska region  och landskapet Norra Österbotten, i den nordöstra delen av landet, 700 km norr om huvudstaden Helsingfors. Öns area är 41,5 hektar och dess största längd är 1,6 kilometer i öst-västlig riktning.